# Lumiar
El Lumiar es una freguesia portuguesa del municipio de Lisboa, con 6,28 km² de área y 35 585 habitantes (2001). La densidad de población asciende a 5 664,6 hab/km².
El parque recreativo Quinta das Conchas e dos Lizares se encuentra en esta freguesia.

## Demografía
| Gráfica de evolución demográfica de Lumiar entre 2011 y 2021 |
|                                                              |
| Datos según el nomenclátor publicado por el INE portugués.   |

## Patrimonio
- Conjunto urbano de la Quinta da Musgueira
- Palácio do Monteiro-Mor
- Capela de São Sebastião (Lumiar)
- Conjunto del Paço do Lumiar que integra la Quinta dos Azulejos, la Quinta das Hortênsias, la Quinta do Marquês de Angeja, el Palácio do Monteiro-Mor y la Capela de São Sebastião (Lumiar).
- Quinta Alegre
- Quinta dos Azulejos
- Tobis Portuguesa S.A.
- Igreja matriz
- Convento de Santa Brígida
- Convento de Nossa Senhora das Portas do Céu

## Barrios
- Alta de Lisboa - Nuevo barrio creado como un proyecto inmobiliario ambicioso que incluye los antiguos barrios de Musgueira norte y sul y Calvanas.
- Calvanas - Aún puede ser considerado como barrio pero en breves será integrado en Alta de Lisboa.
- Paço do Lumiar (Lisboa) - donde destaca su conjunto histórico
- Telheiras
- Bairro da Cruz Vermelha - creado originalmente para realojar a los desalojados de la zona de Odivelas en 1967.

## Equipamientos culturales
- Biblioteca Municipal Orlando Ribeiro Archivado el 15 de julio de 2020 en Wayback Machine.
- Museu Nacional do Traje Museo Nacional del Traje de Portugal
- Museu Nacional do Teatro Museo Nacional de Teatro de Portugal

## Parques y Jardines
- Quinta das Conchas e dos Lilases

## Hospitales
- Hospital da Força Aérea hospital de la fuerza aérea
- Hospital de Pulido Valente
- Centro de salud del Lumiar

## Transportes públicos
Lumiar está bien comunicado a través de transportes públicos. El intercambiador de Campo Grande es uno de los principales centros de transferencia entre transportes públicos, con varias líneas de metro, de autobús, tranvías y taxis.

### Metro
A la freguesia se puede acceder a través de las siguientes líneas y estaciones de metro:
- Linha Verde
  - Telheiras
  - Campo Grande
- Linha Amarela
  - Lumiar
  - Quinta das Conchas
  - Campo Grande

### Autobús
Los servicios urbanos de autobús los lleva a cabo la empresa municipal Carris.